# Провэл, Дэвид
Дэвид Провэл (англ. David Proval; род. 20 мая 1942, Бруклин, Нью-Йорк, США) — американский актёр кино и телевидения, известный в первую очередь благодаря ролям Тони в фильме Мартина Скорсезе «Злые улицы» и Ричи Априла в телесериале «Клан Сопрано». Помимо этого, Дэвид снимался в таких фильмах, как «Побег из Шоушенка» (роль Снуза), «Козырные Тузы» (Виктор Падич), «Всё наоборот» (Турок), «Четыре комнаты» (Зигфрид) и многие другие.